# Lista de terminais de ônibus do município de São Paulo

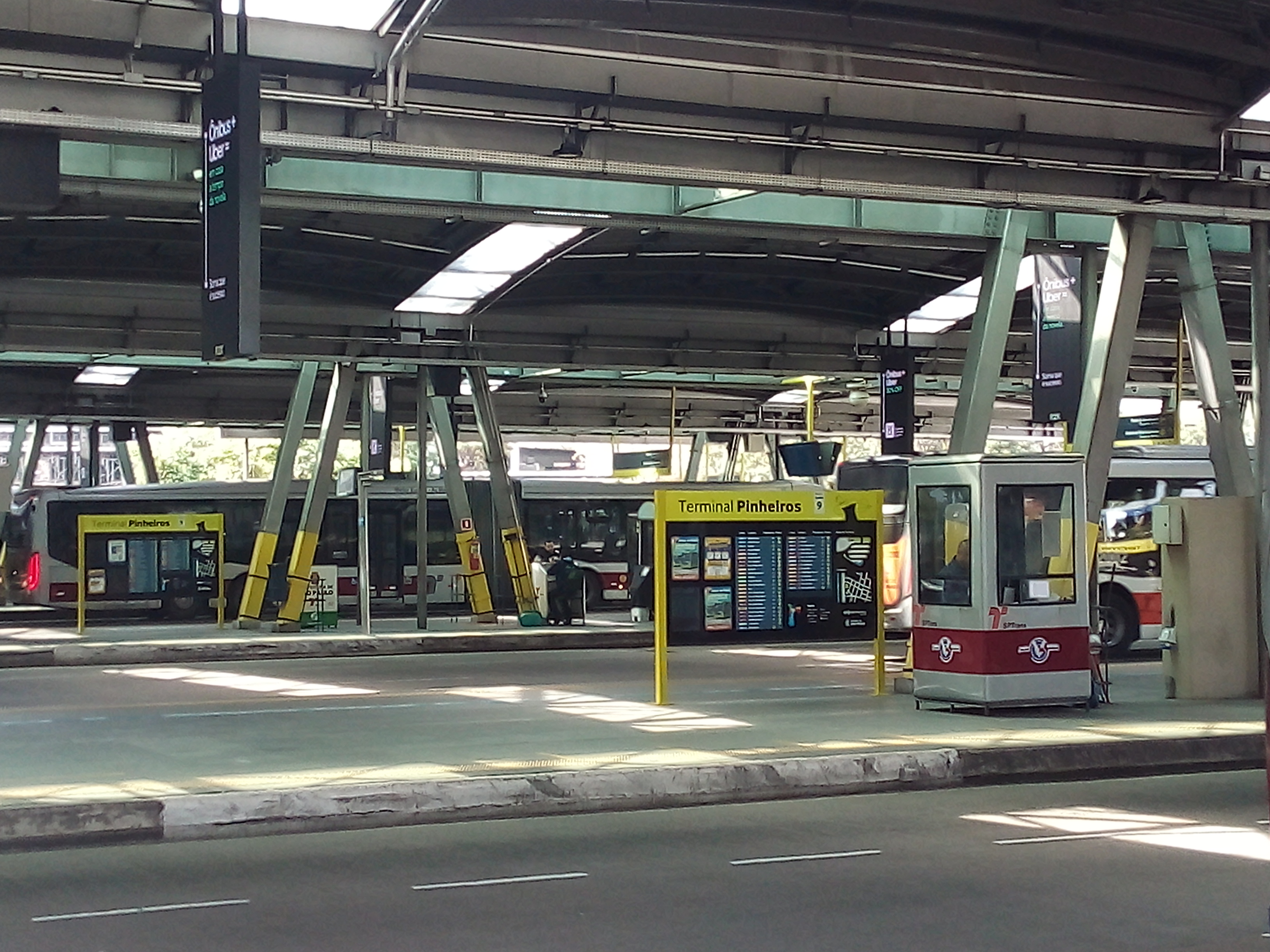
Terminal Pinheiros em 2025

Esta é uma lista de terminais de ônibus do município de São Paulo. Atualmente a cidade conta com 3 terminais rodoviários, 31 terminais operados pela Prefeitura da cidade, através da SPTrans e outros operados pelo Governo do Estado, onde há integração com estações do Metrô ou do Trem Metropolitano.

## Lista de terminais
Terminais rodoviários
| Terminal                  | Distrito    | Área        | Integração |
| ------------------------- | ----------- | ----------- | --- |
| Terminal Barra Funda      | Barra Funda | 9 – Central | Linhas 3 do Metrô, 7 e 8 do Trem Metropolitano e Expresso Aeroporto da Linha 13 do Trem Metropolitano (Estação Palmeiras-Barra Funda) |
| Terminal Jabaquara        | Jabaquara   | 6 – Sul     | Linha 1 do Metrô (Estação Jabaquara) e Corredor Metropolitano São Mateus - Jabaquara                                                  |
| Terminal Rodoviário Tietê | Santana     | 2 – Norte   | Linha 1 do Metrô (Estação Portuguesa-Tietê)                                                                                           |

Terminais da SPTrans
| Terminal                  | Distrito            | Área         | Integração                                                                             |
| ------------------------- | ------------------- | ------------ | -------------------------------------------------------------------------------------- |
| A.E. Carvalho             | Itaquera            | 3 – Nordeste | —                                                                                      |
| Amaral Gurgel             | Santa Cecília       | 9 – Central  | Linha 3 do Metrô (Estação Santa Cecília)                                               |
| Aricanduva                | Penha               | 3 – Nordeste | —                                                                                      |
| Bandeira                  | República           | 9 – Central  | Linha 3 do Metrô (Estação Anhangabaú)                                                  |
| Campo Limpo               | Campo Limpo         | 8 – Oeste    | —                                                                                      |
| Capelinha                 | Capão Redondo       | 7 – Sudoeste | —                                                                                      |
| Casa Verde                | Casa Verde          | 2 – Norte    | —                                                                                      |
| Cidade Tiradentes         | Cidade Tiradentes   | 4 – Leste    | —                                                                                      |
| Grajaú                    | Grajaú              | 6 – Sul      | Linha 9 do Trem Metropolitano (Estação Grajaú)                                         |
| Guarapiranga              | Jardim São Luís     | 7 – Sudoeste | —                                                                                      |
| Itaquera                  | Itaquera            | 4 – Leste    | Linha 3 do Metrô e 11 do Trem Metropolitano (Estação Corinthians-Itaquera)             |
| Jardim Ângela             | Jardim Ângela       | 7 – Sudoeste | —                                                                                      |
| Jardim Britânia           | Anhanguera          | 1 – Noroeste | —                                                                                      |
| João Dias                 | Vila Andrade        | 7 – Sudoeste | Linha 5 do Metrô (Estação Giovanni Gronchi)                                            |
| Lapa                      | Lapa                | 9 – Central  | Linha 8 do Trem Metropolitano (Estação Lapa)                                           |
| Mercado                   | Sé                  | 9 – Central  | Expresso Tiradentes                                                                    |
| Parelheiros               | Parelheiros         | 6 – Sul      | —                                                                                      |
| Parque Dom Pedro II       | Sé                  | 9 – Central  | Expresso Tiradentes                                                                    |
| Penha                     | Penha               | 3 – Nordeste | —                                                                                      |
| Pinheiros                 | Pinheiros           | 9 – Central  | Linhas 4 do Metrô e 9 do Trem Metropolitano (Estação Pinheiros)                        |
| Pirituba                  | Pirituba            | 1 – Noroeste | Linha 7 do Trem Metropolitano (Estação Pirituba)                                       |
| Princesa Isabel           | Santa Cecília       | 9 – Central  | —                                                                                      |
| Sacomã                    | Ipiranga            | 5 – Sudeste  | Linha 2 do Metrô (Estação Sacomã) e Expresso Tiradentes                                |
| Santo Amaro               | Santo Amaro         | 7 – Sudoeste | Linha 5 do Metrô (Estação Largo Treze)                                                 |
| São Mateus                | São Mateus          | 5 – Sudeste  | Linha 15 do Metrô (Estação São Mateus) e Corredor Metropolitano São Mateus - Jabaquara |
| São Miguel                | São Miguel Paulista | 3 – Nordeste | —                                                                                      |
| Sapopemba/Teotônio Vilela | Sapopemba           | 5 – Sudeste  | Linha 15 do Metrô (Estação Sapopemba)                                                  |
| Varginha                  | Parelheiros         | 6 – Sul      | —                                                                                      |
| Vila Carrão               | Carrão              | 4 – Leste    | —                                                                                      |
| Vila Nova Cachoeirinha    | Cachoeirinha        | 2 – Norte    | —                                                                                      |
| Vila Prudente             | Vila Prudente       | 9 – Central  | Linhas 2 e 15 do Metrô (Estação Vila Prudente) e Expresso Tiradentes                   |

Estações de transferência da SPTrans
| Terminal            | Distrito   | Área         | Integração                                             |
| ------------------- | ---------- | ------------ | ------------------------------------------------------ |
| E.T. Água Espraiada | Itaim Bibi | 7 – Sudoeste | futuramente: Linha 17 do Metrô (Estação Chucri Zaidan) |
| E.T. Itaquera       | Itaquera   | 4 – Leste    | —                                                      |

Terminais da EMTU
| Terminal   | Distrito   | Área        | Integração                                                                             |
| ---------- | ---------- | ----------- | -------------------------------------------------------------------------------------- |
| Jabaquara  | Jabaquara  | 6 – Sul     | Linha 1 do Metrô (Estação Jabaquara) e Corredor Metropolitano São Mateus - Jabaquara   |
| São Mateus | São Mateus | 5 – Sudeste | Linha 15 do Metrô (Estação São Mateus) e Corredor Metropolitano São Mateus - Jabaquara |

Terminais do Metrô
| Terminal       | Distrito      | Área                   | Integração |
| -------------- | ------------- | ---------------------- | --- |
| Ana Rosa       | Vila Mariana  | 9 – Central            | Linhas 1 e 2 do Metrô (Estação Ana Rosa)                                                                                               |
| Armênia        | Bom Retiro    | 9 – Central            | Linha 1 do Metrô (Estação Armênia) |
| Artur Alvim    | Artur Alvim   | 4 – Leste              | Linha 3 do Metrô (Estação Artur Alvim)                                                                                                 |
| Barra Funda    | Barra Funda   | 9 – Central            | Linhas 3 do Metrô, 7 e 8 do Trem Metropolitano e Expresso Aeroporto da Linha 13 do Trem Metropolitano (Estação Palmeiras-Barra Funda). |
| Belém          | Belém         | 9 – Central            | Linha 3 do Metrô (Estação Belém) |
| Brás           | Brás          | 9 – Central            | Linhas 3 do Metrô, 7, 10, 11 e 12 do Trem Metropolitano e Expresso Aeroporto da Linha 13 do Trem Metropolitano (Estação Brás)          |
| Butantã        | Butantã       | 8 – Oeste              | Linha 4 do Metrô (Estação Butantã) |
| Campo Limpo    | Campo Limpo   | 7 – Sudoeste           | Linha 5 do Metrô (Estação Campo Limpo)                                                                                                 |
| Capão Redondo  | Capão Redondo | 7 – Sudoeste           | Linha 5 do Metrô (Estação Capão Redondo)                                                                                               |
| Carrão         | Tatuapé       | 4 – Leste              | Linha 3 do Metrô (Estação Carrão) |
| Conceição      | Jabaquara     | 6 – Sul                | Linha 1 do Metrô (Estação Conceição)                                                                                                   |
| Guido Caloi    | Santo Amaro   | 7 – Sudoeste           | Linhas 5 do Metrô e 9 do Trem Metropolitano (Estação Santo Amaro)                                                                      |
| Itaquera       | Itaquera      | 4 – Leste              | Linha 3 do Metrô e Linha 11 do Trem Metropolitano (Estação Corinthians-Itaquera)                                                       |
| Jabaquara      | Jabaquara     | 6 – Sul                | Linha 1 do Metrô (Estação Jabaquara)                                                                                                   |
| Morumbi        | Butantã       | 8 – Oeste              | Linha 4 do Metrô (Estação São Paulo-Morumbi)                                                                                           |
| Parada Inglesa | Tucuruvi      | 2 – Norte              | Linha 1 do Metrô (Estação Parada Inglesa)                                                                                              |
| Patriarca      | Vila Matilde  | 3 – Nordeste           | Linha 3 do Metrô (Estação Patriarca)                                                                                                   |
| Penha          | Vila Matilde  | 3 – Nordeste           | Linha 3 do Metrô (Estação Penha) |
| Santa Cruz     | Vila Mariana  | 9 – Central            | Linha 1 do Metrô (Estação Santa Cruz)                                                                                                  |
| Santana        | Santana       | 2 – Norte              | Linha 1 do Metrô (Estação Santana) |
| Tatuapé        | Tatuapé       | 3 – Nordeste 4 – Leste | Linhas 3 do Metrô, 11 e 12 do Trem Metropolitano (Estação Tatuapé)                                                                     |
| Tucuruvi       | Tucuruvi      | 2 – Norte              | Linha 1 do Metrô (Estação Tucuruvi) |
| Vila Madalena  | Pinheiros     | 9 – Central            | Linha 2 do Metrô (Estação Vila Madalena)                                                                                               |
| Vila Mariana   | Vila Mariana  | 9 – Central            | Linha 1 do Metrô (Estação Vila Mariana)                                                                                                |
| Vila Matilde   | Vila Matilde  | 3 – Nordeste           | Linha 3 do Metrô (Estação Vila Matilde)                                                                                                |
| Vila Sônia     | Vila Sônia    | 8 – Oeste              | Linha 4 do Metrô (Estação Vila Sônia)                                                                                                  |

Terminais do Trem Metropolitano
| Terminal   | Distrito             | Área      | Integração                                          |
| ---------- | -------------------- | --------- | --------------------------------------------------- |
| Guaianases | Lajeado e Guaianases | 4 – Leste | Linha 11 do Trem Metropolitano (Estação Guaianases) |

Terminais extintos
| Terminal                    | Distrito      | Área        | Fechamento            |
| --------------------------- | ------------- | ----------- | --------------------- |
| Largo da Batata             | Pinheiros     | 9 – Central | 2002                  |
| Terminal Rodoviário Bresser | Brás e Mooca  | 9 – Central | 2 de dezembro de 2001 |
| Terminal Rodoviário da Luz  | Santa Cecília | 9 – Central | 1982                  |

## Terminais rodoviários
- Terminal Rodoviário Barra Funda — conta com linhas intermunicipais principalmente com destino ao oeste paulista (áreas 1-Noroeste, Verde, e 8-Oeste, laranja, da SPTrans), interestaduais e internacionais. Atuando no terminal, há três empresas que operam linhas terrestres internacionais, todas com destino à Bolívia: La Cruceña, La Favorita Bus e Andorinha. A empresa La Cruceña opera com serviços diretos à cidade de Puerto Suárez, oferecendo conexões a Santa Cruz de la Sierra. A Andorinha oferece o serviço São Paulo–Puerto Suarez, porém com conexão à cidade sul-matogrossense de Campo Grande. A empresa La Favorita Bus oferece serviços diretos a Puerto Suárez, com extensões a Santa Cruz de la Sierra e à capital boliviana, La Paz. É possível acessar o terminal por meio da Estação Palmeiras-Barra Funda da Linha 3-Vermelha do Metrô, 7-Rubi e 8-Diamante do Trem Metropolitano.[2]

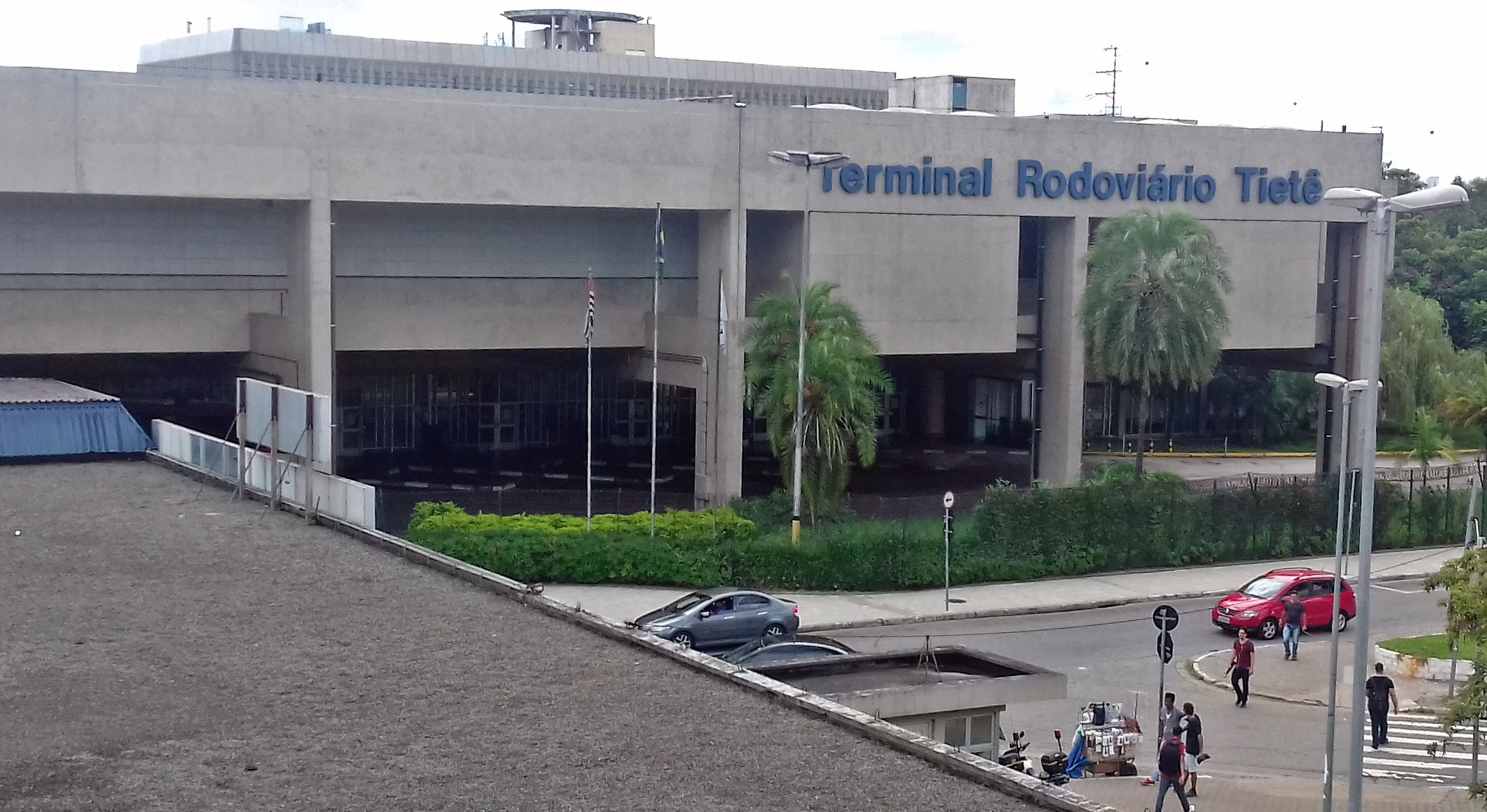
Terminal Rodoviário Tietê

- Terminal Intermunicipal Jabaquara, ou simplesmente Rodoviária do Jabaquara — um dos três terminais rodoviários intermunicipais de São Paulo, sendo dedicado a linhas rodoviárias com destino à Baixada Santista e ao Litoral Sul do estado. Está conectado à Estação Jabaquara, da Linha 1-Azul do Metrô, e ao Terminal Metropolitano homônimo da EMTU.[3]

- Terminal Rodoviário Tietê (oficialmente Terminal Rodoviário Governador Carvalho Pinto) — maior terminal rodoviário da América Latina e o segundo maior do mundo, superado apenas pelo Terminal Rodoviário de Nova Iorque.[4] Situado na Avenida Cruzeiro do Sul, no bairro de Santana, zona norte da capital paulista. Um acesso rápido também pode ser feito pela Estação Portuguesa-Tietê da Linha 1-Azul do Metrô.[5]

## Terminais da SPTrans

### Terminal A.E. Carvalho
O Terminal Antônio Estêvão de Carvalho (Terminal A. E. Carvalho) está localizado na Avenida Águia de Haia, confluência com a Avenida Imperador, no bairro de Cidade Antônio Estêvão de Carvalho, distrito de Itaquera, e fica ao lado da garagem da Viação Metrópole Paulista. O terminal foi fundado em 15 de outubro de 1985 e opera com 22 linhas com linhas que atendem aos bairros da Zona Leste e linhas que vão até a região central da cidade.
No início da década de 1980 a CMTC lançou um plano de remodelação dos transportes por ônibus em São Paulo. Nesse plano, os terminais eram estruturas essenciais pois permitiriam integrações gratuitas entre linhas de ônibus municipais. Foram construídos vários terminais, incluindo o da Cidade A.E. Carvalho, inaugurado às 11h30 de 15 de outubro de 1985.
A implantação do terminal, localizado no cruzamento da Avenida Águia de Haia com a Estrada do Imperador, tornou essa região um novo sub-centro regional, atraindo a implantação de novos equipamentos públicos para seu entorno como a Central de Abastecimento Leste (1995), o Centro Tecnológico da Zona Leste (2002) e de uma das garagens de ônibus do Consórcio Plus (2003). Em 2003, o terminal passou por obras de remodelação dentro do projeto São Paulo Interligado.

### Terminal Amaral Gurgel
O Terminal Amaral Gurgel está localizado na Rua Doutor Frederico Steidel, no bairro de Campos Elíseos, na divisa com o Largo do Arouche e a Estação Santa Cecília, embaixo do Elevado Presidente João Goulart (Minhocão). O terminal foi fundado em 13 de dezembro de 2003 e opera com 22 linhas com linhas que saem da região central a bairros de diversas regiões da capital.

### Terminal Aricanduva
O Terminal Aricanduva é um terminal de pequeno porte situado na Avenida Airton Pretini, embaixo do Viaduto Engenheiro Alberto Badra (antigo Aricanduva). Apesar de que seu nome possa sugerir que o mesmo fica no bairro do Aricanduva, na verdade o Terminal Aricanduva está situado entre os distritos de Tatuapé e Penha, e foi inaugurado em 15 de outubro de 1985.
Antigamente ele servia como integração das linhas de ônibus comuns com os trólebus que partiam desse local rumo ao centro da cidade, na época da CMTC. Próximo ao terminal está situado o 10.º DP (Penha). Atende a uma demanda estimada em 25 mil usuários por dia.

### Terminal Bandeira

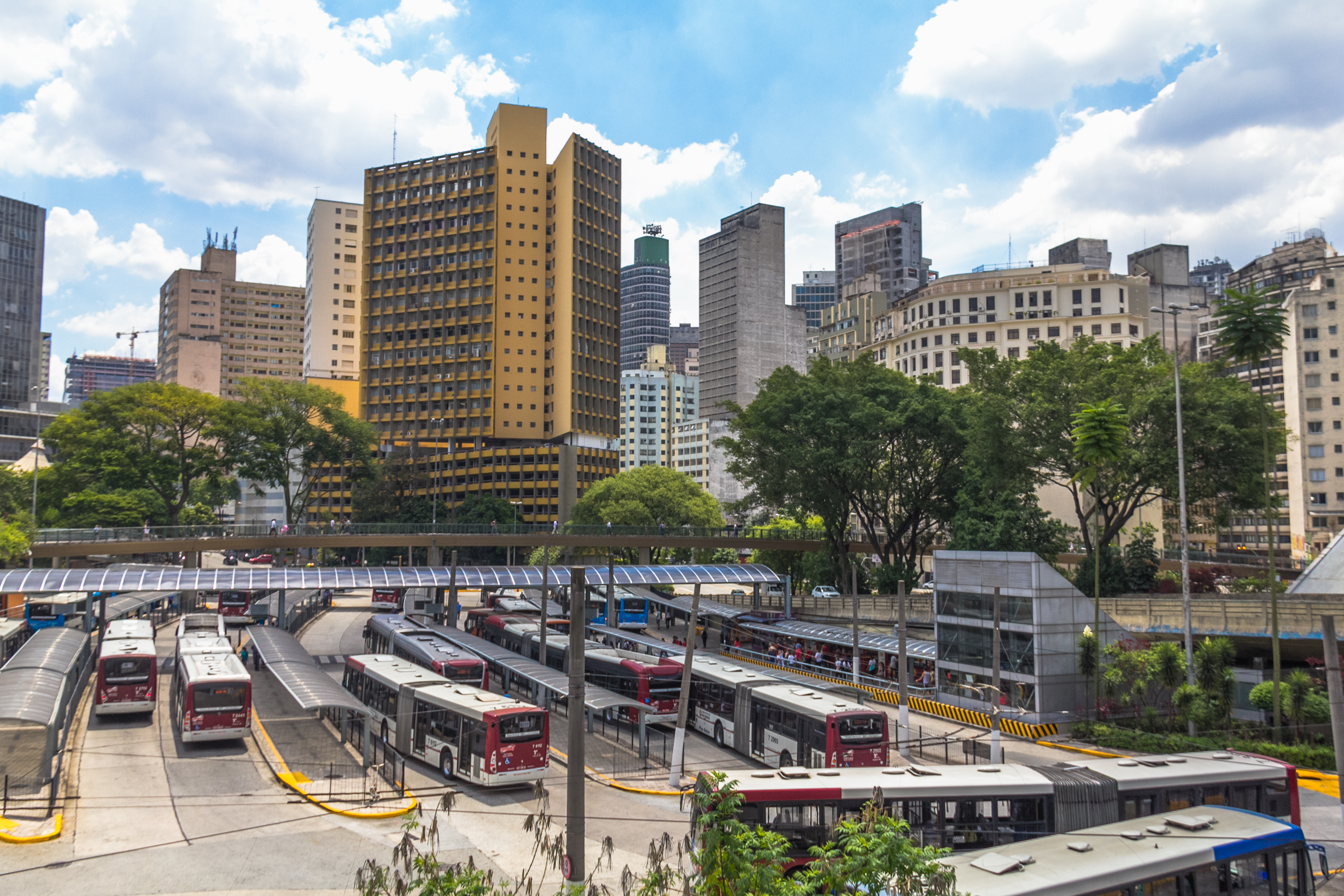
Terminal Bandeira

O Terminal Bandeira está localizado na Praça da Bandeira, entre as avenidas 9 de Julho e a 23 de Maio.
Com as obras do Metrô, em 1969 muitos pontos de ônibus foram transferidos da Praça da Sé e adjacências para dois novos pontos terminais; Parque Dom Pedro II e Praça da Bandeira. Essa estrutura improvisada funcionou como terminal na Praça da Bandeira até a metade da década de 1990 quando foi totalmente revitalizada. O novo terminal Bandeira inaugurado pelo então prefeito Paulo Maluf, em 8 de novembro de 1996. Tem uma área total de 19.900 metros quadrados e uma capacidade de 110 mil passageiros por dia. Tem integração paga com a Estação Anhangabaú da Linha 3-Vermelha do Metrô de São Paulo e tem relativa proximidade com outro terminal urbano, o Correio. Foi o maior terminal de ônibus do centro da cidade até a reinauguração do Terminal Parque Dom Pedro II, no mesmo ano.
Apesar de sua importância, existem projetos para sua extinção no futuro.

### Terminal Campo Limpo
O Terminal Campo Limpo está localizado na Rua Campina Grande, no distrito do Campo Limpo. Foi inaugurado no dia 31 de outubro de 2009, pelo então prefeito Gilberto Kassab. Antes tinha a promessa de ser inaugurado em setembro, mas foi adiado para outubro.
Próximo do centro do bairro, o terminal estrategicamente faz com que a maioria das linhas da região faça ou ponto inicial ou final no Terminal. Ele serve principalmente a bairros do Capão Redondo e alguns do próprio Campo Limpo.

### Terminal Capelinha
O Terminal Capelinha é um dos terminais mais importantes da zona sudoeste da capital, localizado no distrito do Capão Redondo. Foi inaugurado em 25 de setembro de 1998, e tem linhas que vão para os bairros da região, região central da cidade e estações do metrô.

### Terminal Casa Verde
O Terminal Casa Verde está localizado na região Norte da cidade, na Rua Baia Formosa, na confluência com a Avenida Engenheiro Caetano Álvares, no distrito da Casa Verde. O terminal foi inaugurado no dia 6 de março de 1985, contando com duas plataformas e atendendo a cinco linhas. Com a demolição do antigo Terminal Vila Prudente, o Casa Verde se tornou oficialmente o terminal urbano mais antigo ainda em atividade da cidade (uma vez que as primeiras instalações do Vila Prudente foram inauguradas em 1980, sendo demolidas em 2013 para sua reconstrução e reinauguração em 2019).[carece de fontes?]

### Terminal Cidade Tiradentes
O Terminal Cidade Tiradentes foi inaugurado em 11 de novembro de 1996, pelo então prefeito Paulo Maluf, e está localizado na Rua Sara Kubitscheck, em Cidade Tiradentes, sendo o principal terminal de origem, destino e transferência de passageiros da região. Está previsto que a Estação Cidade Tiradentes, da Linha 15-Prata do Monotrilho, ocupe um terreno anexo ao terminal e que haverá integração entre os subsistemas.

### Terminal Grajaú
O Terminal Grajaú está localizado na Avenida Dona Belmira Marin, no distrito do Grajaú, sendo integrado com a Estação Grajaú da Linha 9–Esmeralda do Trem Metropolitano. Foi inaugurado no dia 28 de outubro de 2004.

### Terminal Guarapiranga
O Terminal Guarapiranga está localizado na Avenida Guarapiranga, no distrito do Jardim São Luís, sendo inaugurado no dia 7 de agosto de 2004 pela então prefeita Marta Suplicy.

### Terminal Itaquera

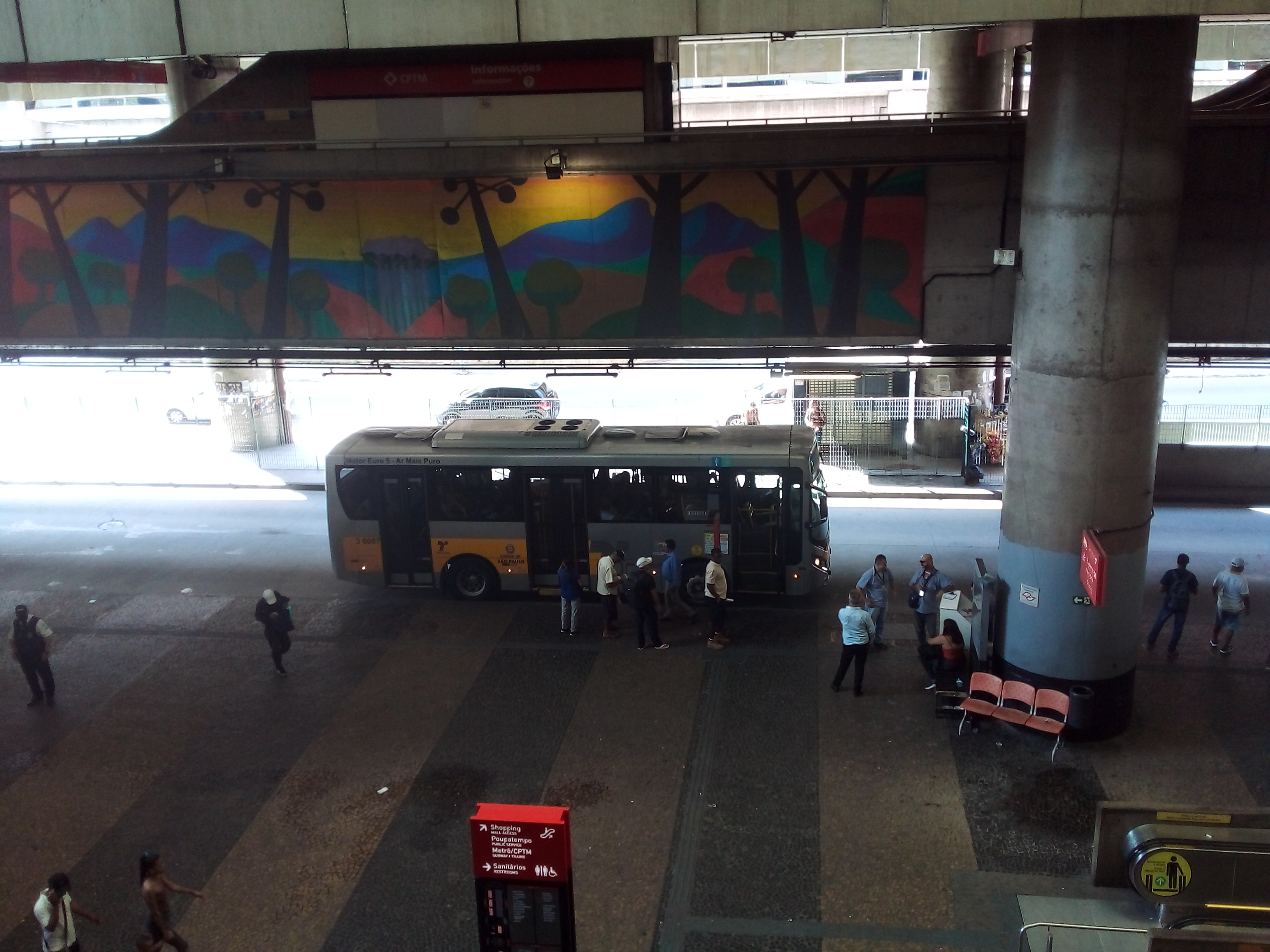
Terminal Itaquera

O Terminal Itaquera está localizado na Avenida Sport Club Corinthians Paulista (Radial Leste), no distrito de Itaquera, e opera com 55 linhas municipais que atendem a bairros das Zonas Leste e Nordeste da cidade, Está anexo à Estação Corinthians-Itaquera das linhas 3-Vermelha do Metrô e 11-Coral do Trem Metropolitano.

### Terminal Jardim Ângela
O Terminal Jardim Ângela está localizado na Estrada do M'Boi Mirim, no distrito do Jardim Ângela, sendo inaugurado no dia 30 de junho de 2003 pela então prefeita Marta Suplicy. Conta com doze linhas que atendem aos bairros da região e linhas que vão às estações do metrô e bairros da região central da cidade.

### Terminal Jardim Britânia
O Terminal Jardim Britânia está localizado na Avenida Pierre Renoir, no bairro Jardim Britânia, distrito de Anhanguera, na região noroeste da cidade. Originalmente, o Terminal Jardim Britânia seria o auxiliar do então Terminal Perus, que está apenas em projeto. Inaugurado em 31 de julho de 2004, o Terminal Jardim Britânia é o menor da cidade, contendo apenas uma plataforma e servindo como ponto inicial/final de cinco linhas, além de uma de passagem (todas atendidas por micro-ônibus).[carece de fontes?]

### Terminal João Dias
O Terminal João Dias está localizado na Avenida João Dias, no distrito da Vila Andrade, sendo inaugurado no dia 23 de setembro de 1996 pelo então prefeito Paulo Maluf. O terminal atende a 30 linhas e é integrado à Estação Giovanni Gronchi, da Linha 5-Lilás do Metrô.

### Terminal Lapa

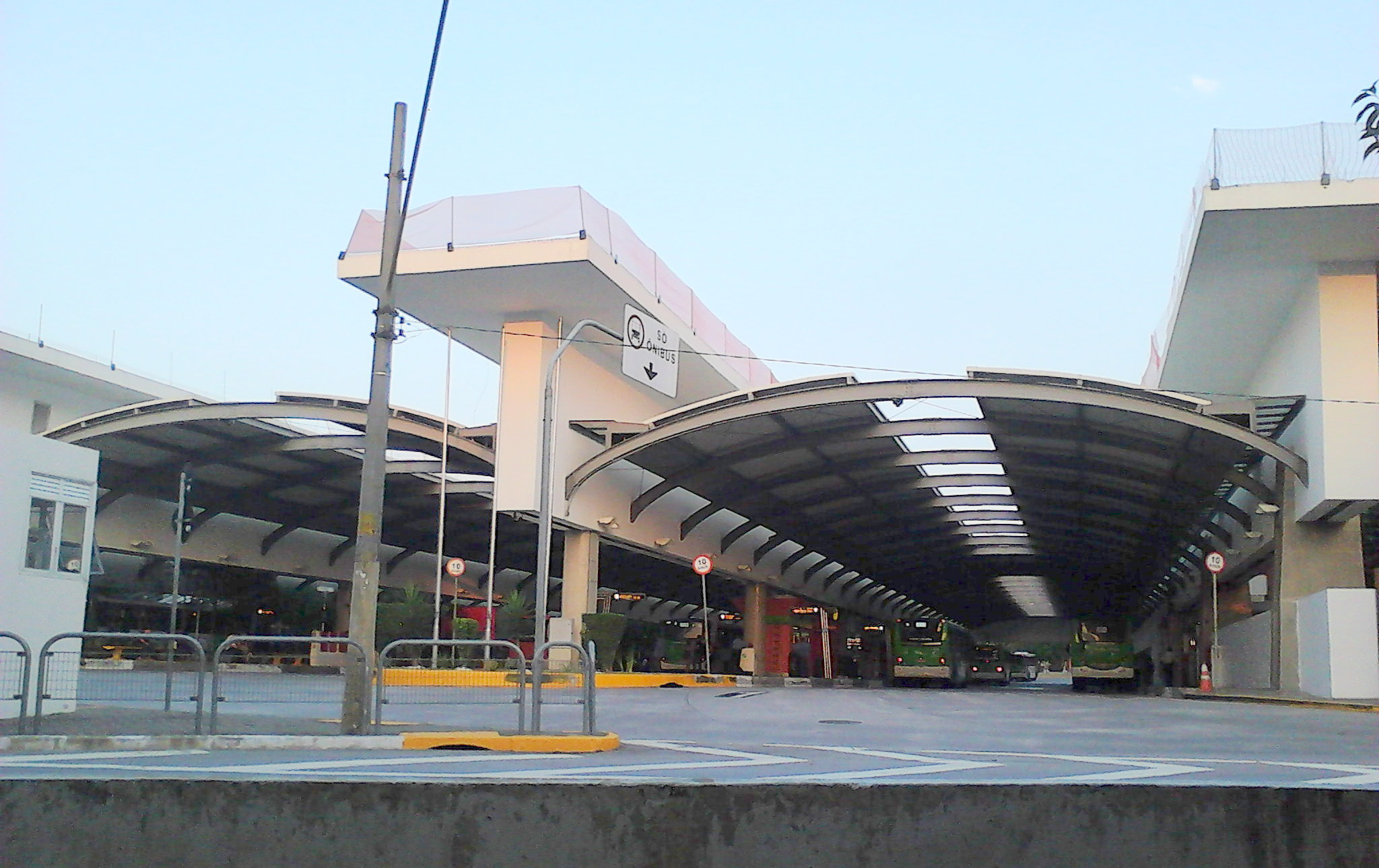
Vista do Terminal Lapa (2012)

O Terminal Lapa localiza-se na região oeste da cidade, sendo atendido por 30 linhas distribuídas em 7015 m². Foi inaugurado em 13 de dezembro de 2003, juntamente com o Terminal Pirituba e o corredor de ônibus ligando os dois bairros ao centro. Estes construídos na gestão da então prefeita Marta Suplicy. A construção coube à empreiteira Paulitec, sendo os projetos coordenados pela empresa Oficina Consultores Associados e o projeto de arquitetura de autoria da empresa Núcleo de Arquitetura. O terminal encontra-se anexo à Estação Lapa, da Linha 8-Diamante do Trem Metropolitano.
O projeto do Terminal Lapa foi um dos 5 finalistas brasileiros do Prêmio Latino-Americano de Arquitetura Rogelio Salmona (2014).

### Terminal Mercado
O Terminal Mercado é um terminal municipal e ponto final do Expresso Tiradentes. O terminal foi inaugurado em 8 de março de 2007, e é integrado com o Terminal Parque Dom Pedro II.

### Terminal Parelheiros
O Terminal Parelheiros está localizado na Estrada da Colônia, no distrito de Parelheiros, sendo inaugurado no dia 16 de junho de 2003.

### Terminal Parque Dom Pedro II

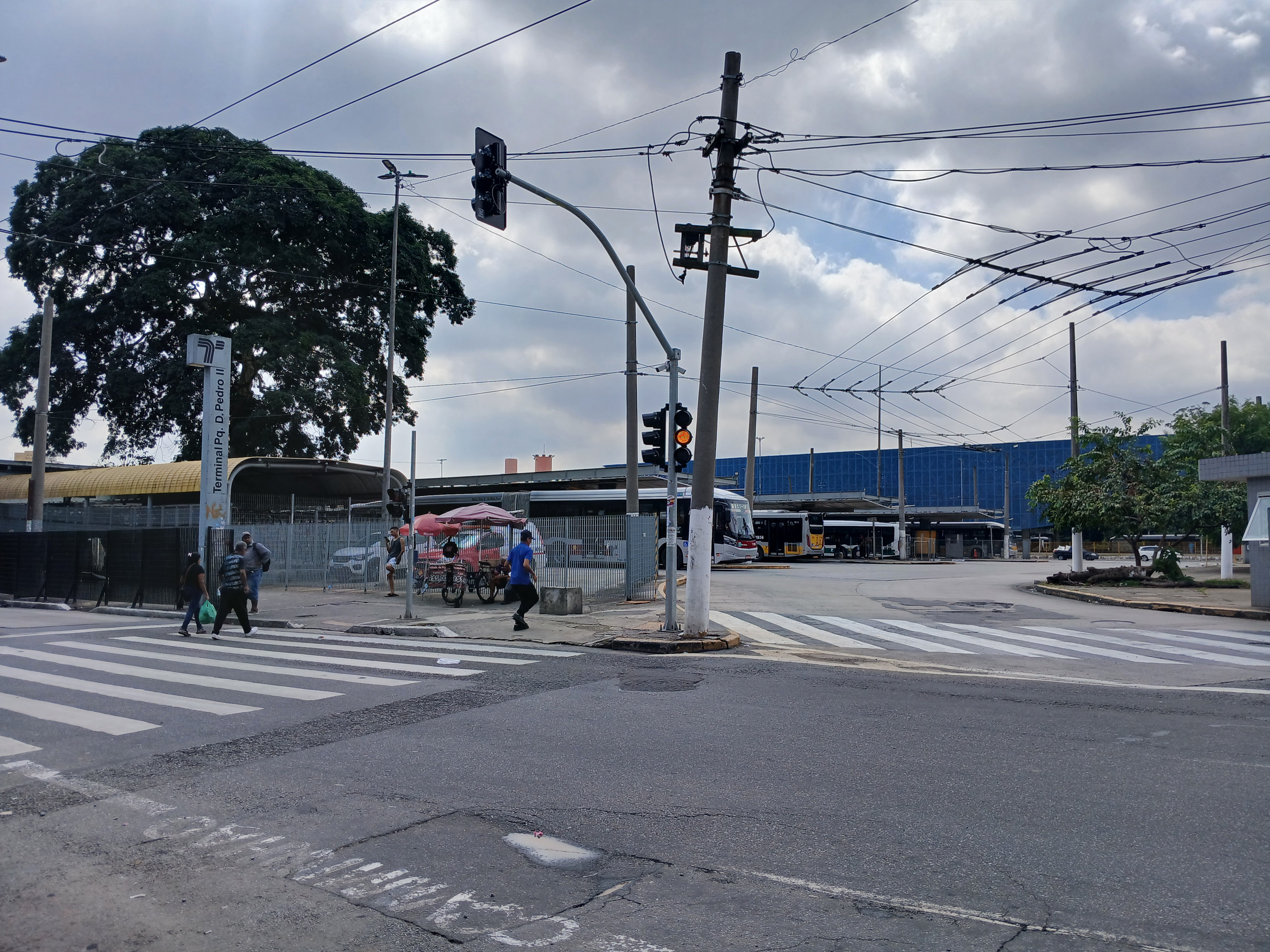
Terminal Parque Dom Pedro II

O Terminal Parque Dom Pedro II, inaugurado em 1967, está localizado na Região Central de São Paulo, junto ao Parque Dom Pedro II. Localizado na Avenida do Exterior e próximo à Avenida do Estado. É o terminal mais movimentado da cidade, por onde circulam diariamente mais de 160 mil pessoas, atendendo principalmente às regiões Leste, Sudeste e Nordeste da cidade. Atende a quase todas as regiões da cidade, exceto a 1 (noroeste). O Terminal Parque Dom Pedro II é anexo ao Terminal Mercado, ponto inicial do Expresso Tiradentes, por meio de uma passarela, que também dá acesso às seis plataformas do Terminal Dom Pedro II.
Até a década de 1960, São Paulo não possuía terminais de ônibus urbanos, de forma que as linhas de ônibus tinham pontos finais em largos e praças da região central, como a da Sé, Clóvis, Patriarca, João Mendes, República, entre outras. Com a falta de infraestrutura exclusiva para o embarque e desembarque de passageiros e manobras dos veículos, o trânsito na região central piorava cada vez mais. Em 1967 o governador Abreu Sodré contratou o coronel Américo Fontenelle para reorganizar o trânsito de São Paulo. Fontenelle, que havia reorganizado o trânsito da Guanabara, assume em 18 de fevereiro de 1967 e lança a Operação Bandeirantes. A operação era composta de ações de engenharia de tráfego, dentre elas a construção de 4 terminais de ônibus na região central, um dos quais situado no Parque Dom Pedro II.
O Terminal Parque Dom Pedro II funcionou de forma precária, mesmo com o cancelamento da Operação Bandeirantes em abril de 1967, até meados de 1969, quando as obras do metrô obrigaram a transferência das linhas de ônibus da Praça da Sé e Clóvis Beviláqua para o mesmo. Dessa formas, foi construída uma infraestrutura mínima de terminal. Nos anos 1970, são incorporadas ao terminal as linhas oriundas do ABC (atualmente remanejadas para o Terminal Sacomã). Apenas em 4 de novembro de 1996 recebe uma modernização de suas instalações.

### Terminal Penha

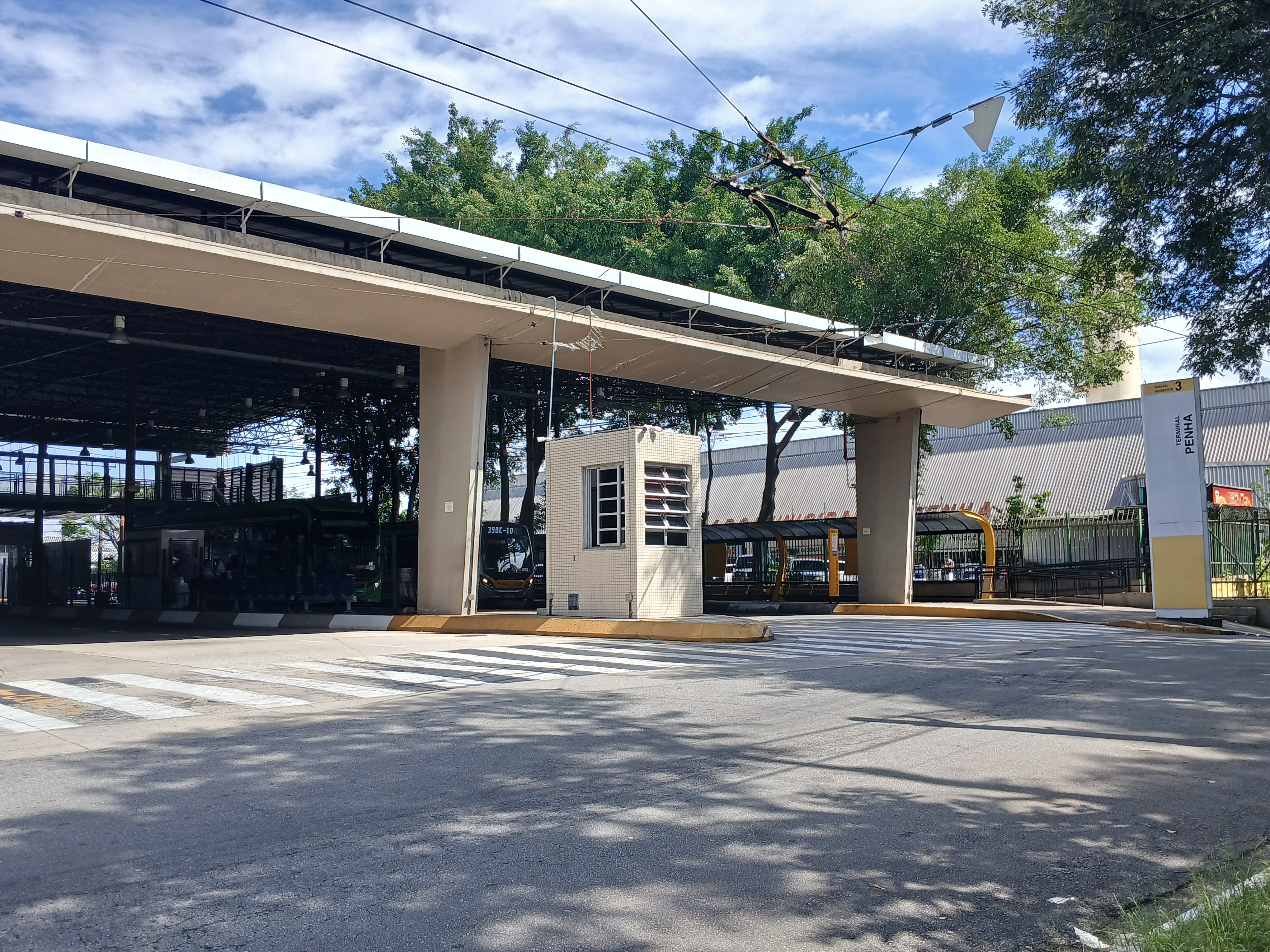
Terminal Penha

O Terminal Penha está localizado na Avenida Gabriela Mistral, no distrito da Penha, sendo inaugurado no dia 18 de outubro de 1996. O terminal opera com 11 linhas que atendem bairros das regiões nordeste, leste e norte.

### Terminal Pinheiros
O Terminal Pinheiros, batizado de Terminal Victor Civita (em homenagem ao fundador da Editora Abril), é um terminal de ônibus localizado na Zona Oeste de São Paulo inaugurado em 1 de junho de 2013. O projeto arquitetônico é de Tito Lívio Frascino Arquitetos Associados. O local atende 60 mil passageiros por dia útil, distribuídos em 29 linhas de ônibus municipais (sendo 22 linhas diurnas e 5 noturnas). O terminal é integrado à Estação Pinheiros das linhas 4-Amarela do Metrô e 9-Esmeralda do Trem Metropolitano.

### Terminal Pirituba

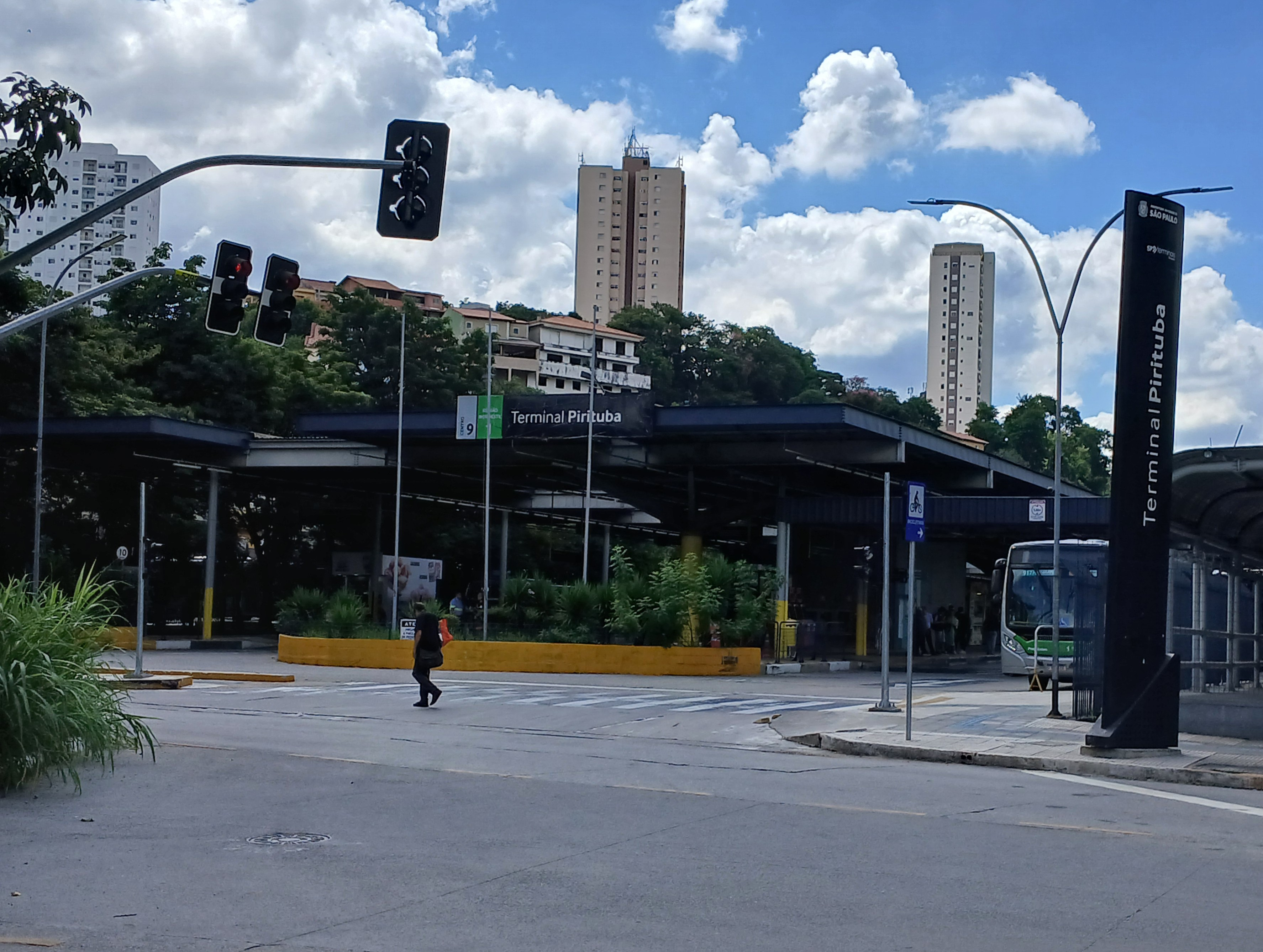
Terminal Pirituba

O Terminal Pirituba está localizado na Avenida Doutor Felipe Pinel, no distrito de Pirituba, sendo inaugurado no dia 13 de dezembro de 2003. Este terminal é muito utilizado pelos moradores dos bairros de Pirituba, Parada de Taipas e Jaraguá. A poucos metros do terminal, encontra-se a Estação Pirituba da Linha 7-Rubi do Trem Metropolitano.

### Terminal Princesa Isabel
O Terminal Princesa Isabel foi inaugurado em 12 de maio de 1997, na gestão do então prefeito Celso Pitta. Localiza-se na região central da cidade no bairro dos Campos Elíseos. Era o único terminal que atendia todas as regiões da cidade até 24 de agosto de 2013, quando a última linha da área 4 que saía do local foi desativada.
Projeto em estrutura metálica do arquiteto João Walter Toscano, pioneiro na utilização do aço no Brasil. O projeto é parte de uma renovação no setor de transporte público em São Paulo. O projeto ainda conserva um importante conjunto de árvores na alameda e no meio do terreno.
O edifício enfatiza a horizontalidade em dois blocos que acompanham o solo, composta de perfis metálicos de alma cheia apoiados em pilares tubulares metálicos, com abertura zenital na cobertura para iluminação e ventilação naturais. Pé-direito de cinco metros até as vigas principais e uma praça coberta.

### Terminal Sacomã

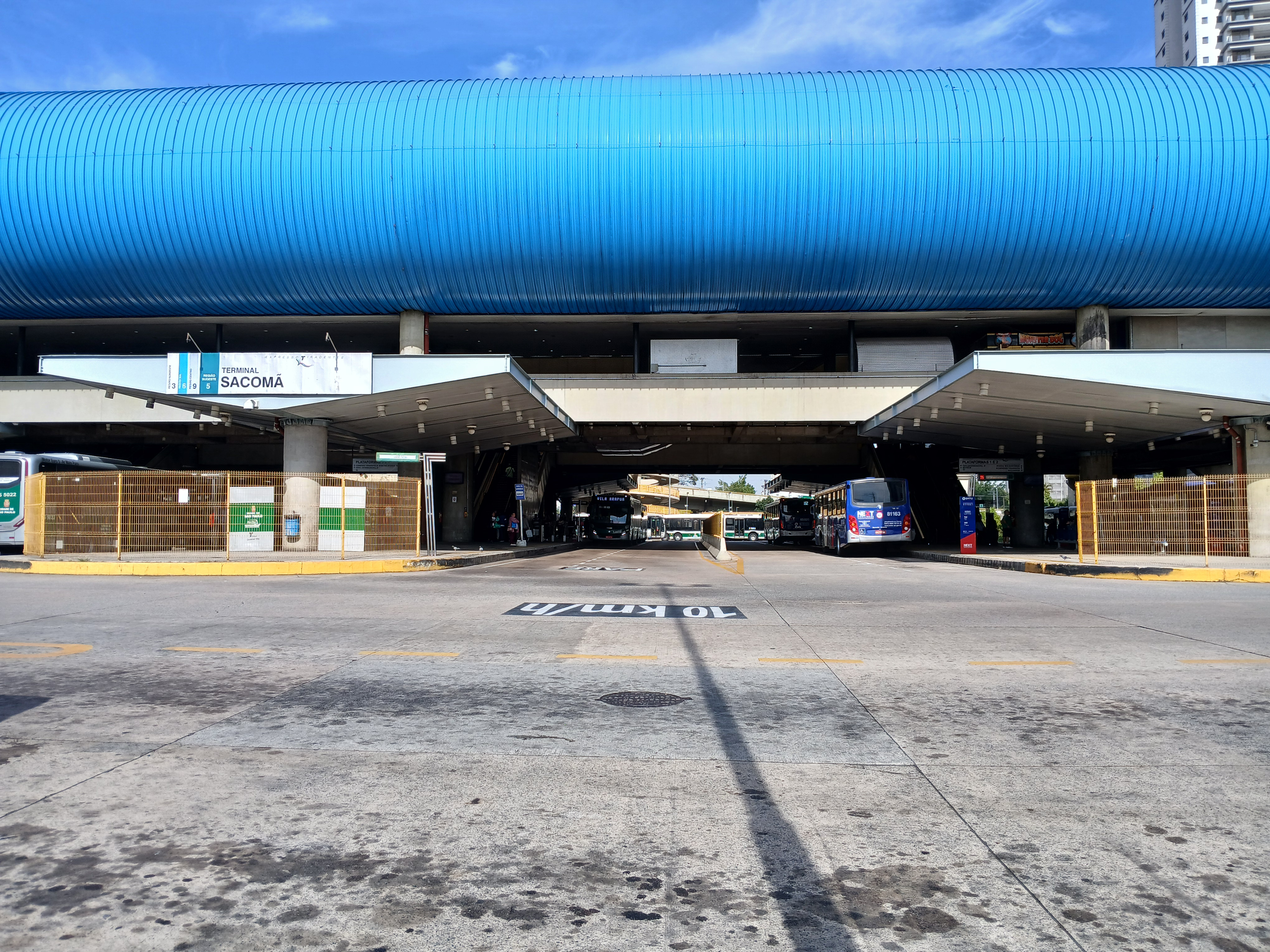
Terminal Sacomã

O Terminal Sacomã foi inaugurado no dia 8 de março de 2007, e forma juntamente com os terminais Mercado e Vila Prudente, o Expresso Tiradentes, um corredor exclusivo para ônibus. Antes da inauguração deste terminal rodo-metroviário, boa parte das linhas municipais (da SPTrans) tinham ponto final no Terminal Parque Dom Pedro II, no centro de São Paulo. E estas linhas percorriam boa parte da Avenida do Estado, por onde hoje passa o Expresso Tiradentes, até chegarem à região do Ipiranga. Já as linhas com destino ao ABC, tinham como ponto de partida a região do Glicério, na Liberdade e a praça Fernando Costa, próxima a este Terminal, na região da Rua 25 de Março. O terminal está anexo à Estação Sacomã da Linha 2-Verde do Metrô, inaugurada em 30 de janeiro de 2010.

### Terminal Santo Amaro

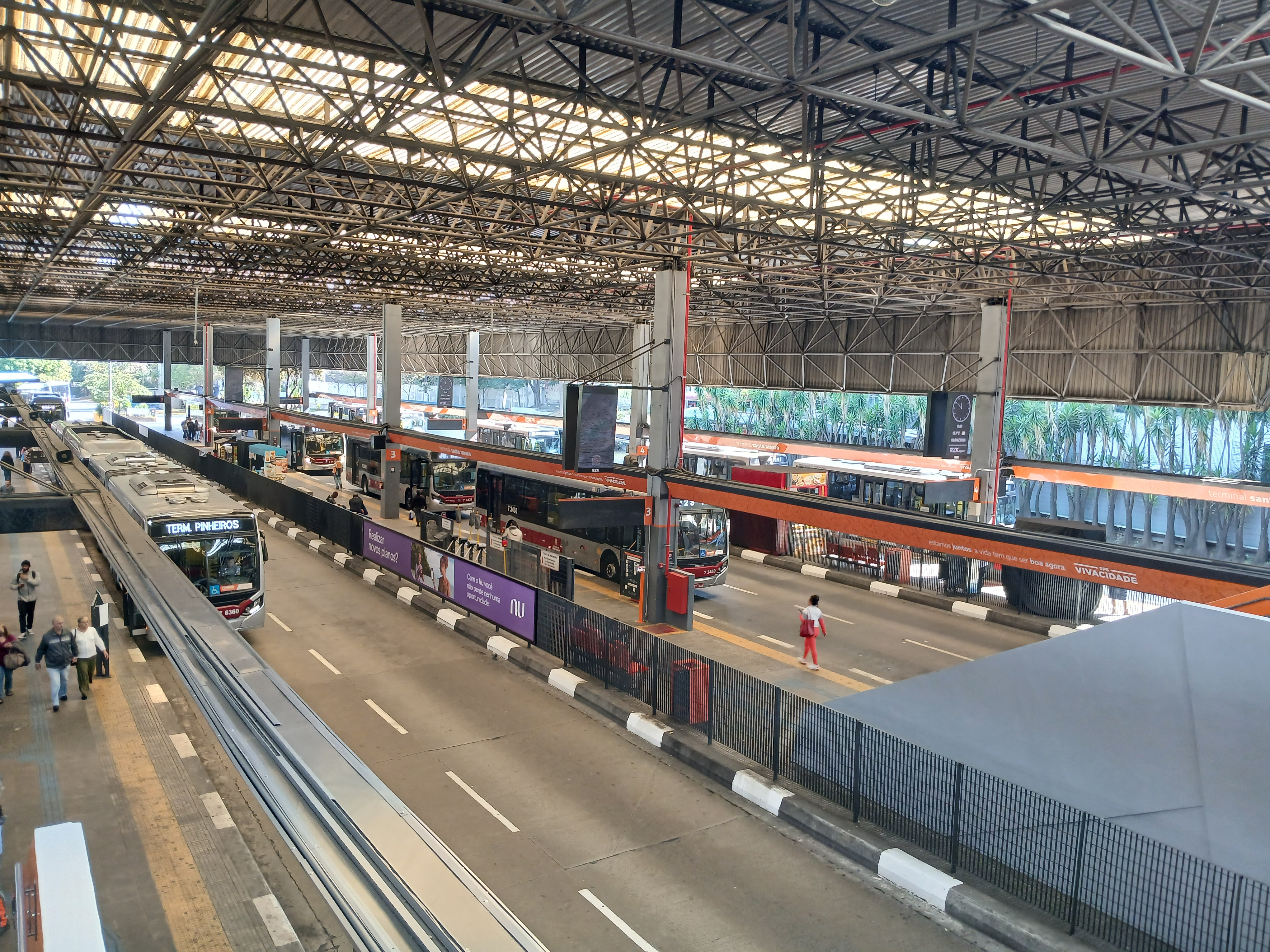
Terminal Santo Amaro

O Terminal Santo Amaro foi inaugurado em 25 de janeiro de 1987 pelo prefeito Jânio Quadros, e está localizado na região sudoeste da cidade. Conta com uma área total de 51 mil metros quadrados e capacidade para atender 175 mil passageiros por dia. No mesmo complexo está localizada a Estação Largo Treze da Linha 5-Lilás do Metrô.

### Terminal São Miguel
O Terminal São Miguel foi inaugurado em 10 de setembro de 2006, e está localizado na Rua Tarde de Maio, no distrito de São Miguel Paulista.
É considerado um terminal de baixo movimento, contando com cinco linhas de ônibus. Um dos motivos para o baixo movimento se deve ao fato de o terminal não possuir integração com a Estação São Miguel Paulista da Linha 12-Safira do Trem Metropolitano de São Paulo, distando cerca de 1 km da mencionada estação, o que impede um melhor aproveitamento da infraestrutura de transporte da região.

### Terminal Sapopemba/Teotônio Vilela
O Terminal Sapopemba/Teotônio Vilela foi inaugurado em 11 de outubro de 2006, e está localizado no cruzamento das avenidas Sapopemba e Arquiteto Vila Nova Artigas, no distrito de Sapopemba.  Está conectado à Estação Sapopemba da Linha 15-Prata do Metrô, inaugurada em 16 de dezembro de 2019.

### Terminal Varginha
O Terminal Varginha está localizado na Avenida Senador Teotônio Vilela, no distrito de Parelheiros, sendo inaugurado no dia 24 de julho de 2004. O terminal opera com 34 linhas ligando o extremo da Zona Sul com a Zona central da cidade. O terminal tem obras para ser reconstruído ao lado da atual Estação Varginha da Linha 9–Esmeralda do Trem Metropolitano, que encontra-se em operação assistida. 

### Terminal Vila Carrão
O Terminal Vila Carrão está localizado na Avenida Dezenove de Janeiro, no distrito do Carrão. Foi reinaugurado pelo então prefeito Mário Covas no dia 22 de dezembro de 1985. Anteriormente, não possuía a atual cobertura de concreto. Em vez disso, abrigos de pontos de ônibus ao redor das plataformas, tanto que a CMTC encampou linhas das quais não era de sua responsabilidade, algumas até extintas em 1985. As linhas eram das antigas Viação Pompeia e Empresa de Ônibus Santo Estevam, além de linhas da própria CMTC, que foram mantidas (dentre as quais as linhas de trólebus).

### Terminal Vila Nova Cachoeirinha

Ônibus estacionado no Terminal Vila Prudente Sul

O Terminal Vila Nova Cachoeirinha foi inaugurado em 30 de agosto de 1996, e está localizado na divisa das regiões Nordeste e Noroeste, mas oficialmente na região Nordeste da cidade, na Avenida Inajar de Souza x Avenida Itaberaba, no distrito de Cachoeirinha. Integra o corredor de ônibus V.N. Cachoeirinha - Lapa e V.N. Cachoeirinha - Largo do Paissandú (centro).

### Terminal Vila Prudente
O atual Terminal Vila Prudente, que é dividido em três seções, está localizado na Rua Trocari (terminal norte), Avenida Professor Luis Inácio de Anhaia Melo (terminal central) e Rua Correia Barros (terminal sul), no distrito de Vila Prudente. O terminal foi entregue, por completo, no dia 11 de maio de 2019. O terminal faz integração com a Estação Vila Prudente das linhas 2-Verde e 15-Prata do Metrô.

## Estações de transferência da SPTrans
- Estação de Transferência Água Espraiada — localizada embaixo da Ponte Estaiada, esquina das avenidas Engenheiro Luís Carlos Berrini e Doutor Chucri Zaidan. É um mini terminal, que tem quatro linhas que saem do terminal e terá integração com a futura Estação Chucri Zaidan, da Linha 17-Ouro do Metrô.[74]
- Estação de Transferência Itaquera — localizada na Avenida David Domingues Ferreira, embaixo das avenidas José Pinheiro Borges e Jacu Pêssego. Passam pelo mini terminal 16 linhas que atendem a região Leste da cidade.[75]

## Terminais da EMTU

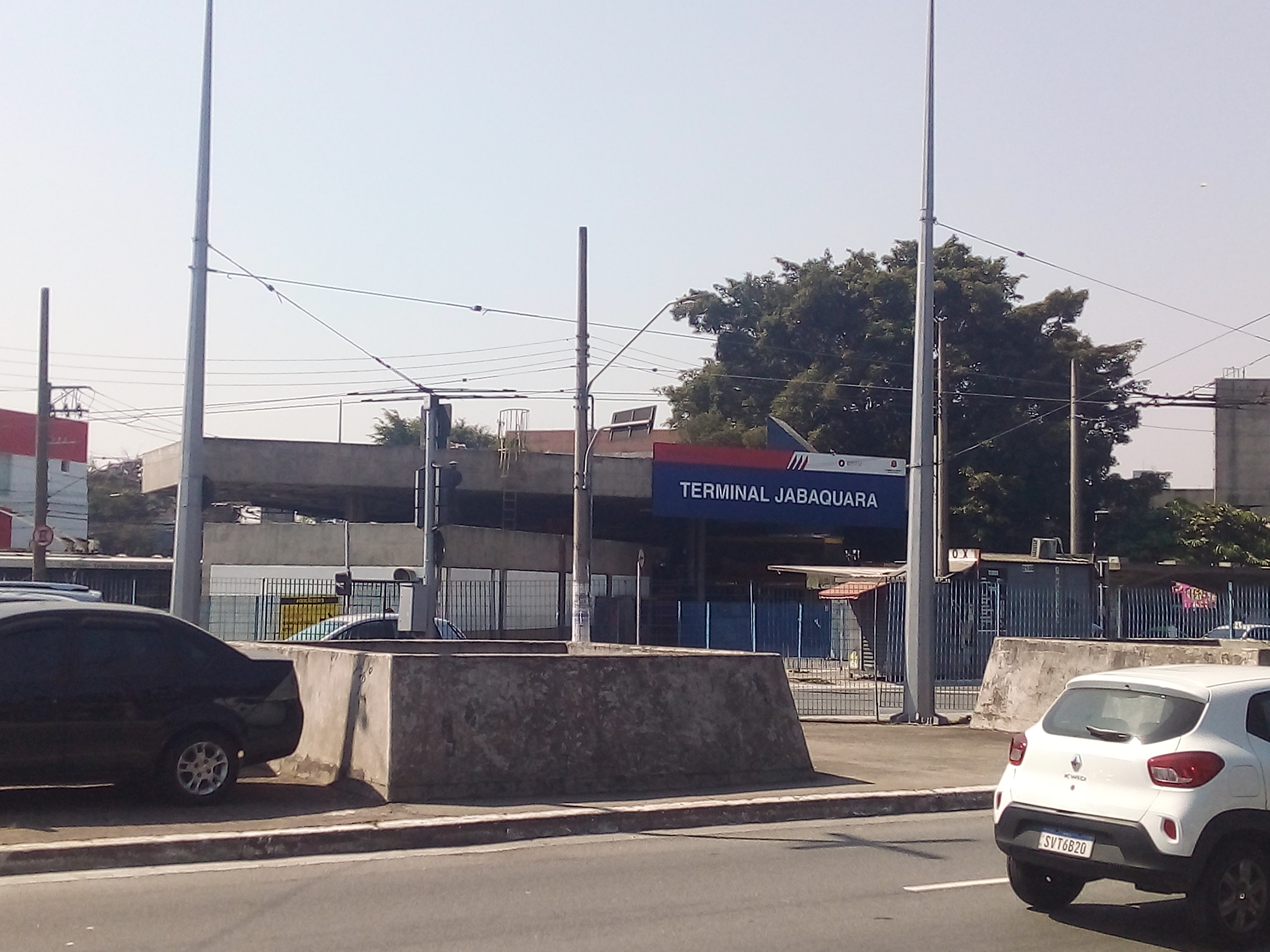
Entrada do Terminal Jabaquara da EMTU

- Terminal Metropolitano Jabaquara — localizado na confluência da Avenida Engenheiro Armando de Arruda Pereira com a Rua Nelson Fernandes, é administrado pela EMTU, e tem parte operado pela SPTrans. Faz parte do Corredor Metropolitano São Mateus - Jabaquara, que interliga a capital aos municípios do ABCD.[76][77] Integra o complexo que abriga a Estação Jabaquara, da Linha 1-Azul do Metrô, e o Terminal Rodoviário Jabaquara da Socicam.

- Terminal Metropolitano São Mateus — inaugurado em 4 de dezembro de 1988, no distrito de São Mateus, localizado na Avenida Adélia Chohfi, que faz atendimento às linhas de ônibus da SPTrans e do Corredor Metropolitano São Mateus - Jabaquara, operado pela empresa Next Mobilidade, além de outras linhas da EMTU-SP. Contém 29 linhas em operação, onde 5 são noturnas, 2 de passagem e 3 da EMTU-SP integradas gratuitamente sem a necessidade de complementação de tarifa ou bilhete único. Antes do terminal atual, havia um outro no canteiro central da Avenida Sapopemba, de duas plataformas, sendo uma, apenas para os trólebus da antiga CMTC. E a outra, para linhas alimentadoras. Em breve,[quando?] ganhará um novo terminal de ônibus, que terá interligação e integração com a Estação São Mateus da Linha 15-Prata do Metrô. O novo terminal será instalado a oeste do terminal existente da EMTU, que serve ao Corredor ABD (Corredor Metropolitano São Mateus - Jabaquara) e Perimetral Leste.[78]

## Terminais do Metrô

### Terminal Ana Rosa
O Terminal Metropolitano Ana Rosa está localizado anexo à Estação Ana Rosa, das linhas 1-Azul e 2-Verde do Metrô. O terminal serve linhas municipais que atendem a diversas regiões da cidade.

### Terminal Armênia
O Terminal Metropolitano Armênia está localizado anexo à Estação Armênia, da Linha 1-Azul do Metrô. Está dividido em duas partes, uma na saída Norte e uma na Saída Sul, com linhas da EMTU que atendem a cidades de Arujá, Barueri, Guarulhos, Itaquaquecetuba, Mogi das Cruzes, Osasco e Santa Isabel.

### Terminal Artur Alvim
O Terminal Metropolitano Artur Alvim está localizado anexo à Estação Artur Alvim, da Linha 3-Vermelha do Metrô. O terminal serve linhas municipais que atendem às regiões Leste e Nordeste da cidade.

### Terminal Barra Funda
O Terminal Metropolitano Barra Funda está localizado anexo à Estação Palmeiras-Barra Funda, das linhas 3-Vermelha do Metrô, 7-Rubi e 8-Diamante do Trem Metropolitano. O terminal serve linhas municipais que atendem principalmente à região Noroeste da cidade, e linhas da EMTU que atendem os municípios de Barueri, Caieiras, Carapicuíba, Cotia, Francisco Morato, Itapevi e Pirapora do Bom Jesus, e uma linha que vai ao Aeroporto Internacional de Guarulhos.

### Terminal Belém
O Terminal Metropolitano Belém está localizado anexo à Estação Belém, da Linha 3-Vermelha do Metrô. O terminal serve linhas municipais que atendem às regiões Leste, Norte, Sudeste e Oeste da cidade.

### Terminal Brás
O Terminal Metropolitano Brás está localizado anexo à Estação Brás, das linhas 3-Vermelha do Metrô, 10-Turquesa, 11-Coral e 12-Safira do Trem Metropolitano. O terminal serve linhas municipais que atendem à região Sul da cidade, e linhas da EMTU que atendem os municípios de Guarulhos e Itaquaquecetuba.

### Terminal Butantã

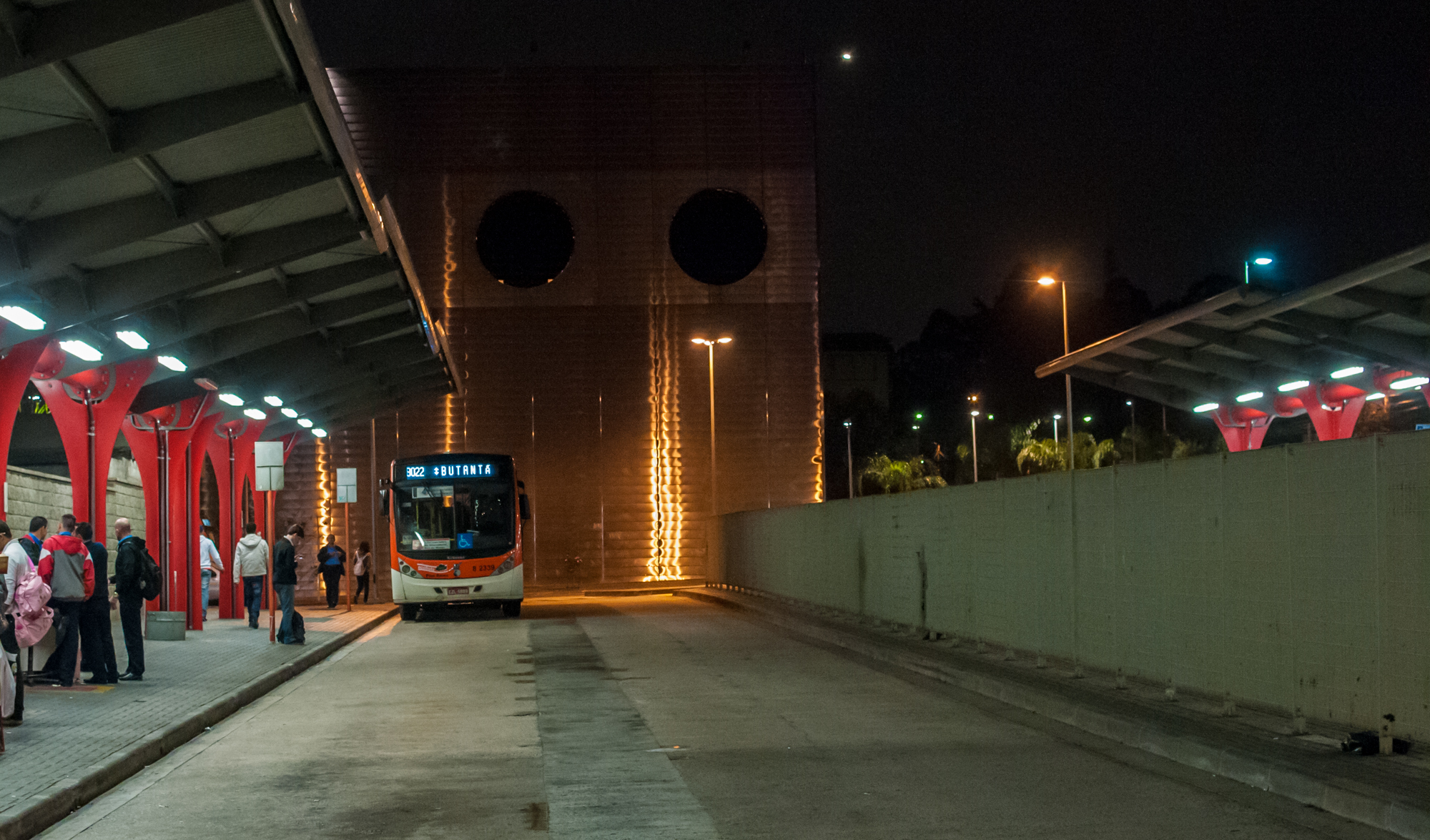
Terminal Butantã

O Terminal Metropolitano Butantã está localizado anexo à Estação Butantã, da Linha 4-Amarela do Metrô. O terminal serve linhas municipais que atendem a região Oeste da cidade e tem uma plataforma dedicada à Cidade Universitária (USP), e linhas da EMTU que atendem aos municípios de Carapicuíba, Cotia, Embu das Artes, Itapevi, Jandira, Osasco, Pirapora do Bom Jesus, Taboão da Serra e Vargem Grande Paulista.

### Terminal Campo Limpo
O Terminal Metropolitano Campo Limpo está localizado anexo à Estação Campo Limpo, da Linha 5-Lilás do Metrô. O terminal serve linhas municipais que atendem à região Sudoeste da cidade, e linhas da EMTU que atendem os municípios de Embu das Artes e Taboão da Serra.

### Terminal Capão Redondo
O Terminal Metropolitano Capão Redondo está localizado anexo à Estação Capão Redondo, da Linha 5-Lilás do Metrô. O terminal não contém linhas municipais, sendo necessário sair do terminal e caminhar até a Avenida Professor Doutor Telêmaco Hippolyto de Macedo Van Langendonck para utilizar as linhas que atendem à região Sudoeste da cidade. O terminal serve linhas da EMTU que atendem aos municípios de Embu das Artes e Itapecerica da Serra.

### Terminal Carrão
O Terminal Metropolitano Carrão está localizado anexo à Estação Carrão, da Linha 3-Vermelha do Metrô. O terminal serve linhas municipais que atendem às regiões Leste, Nordeste e Sudeste da cidade, e linhas da EMTU que atendem aos municípios de Guarulhos e Itaquaquecetuba.

### Terminal Conceição
O Terminal Metropolitano Conceição está localizado anexo à Estação Conceição, da Linha 1-Azul do Metrô. O terminal serve linhas municipais que atendem às regiões Sul, Sudoeste e Sudeste da cidade, e uma linha da EMTU que atende ao município de Taboão da Serra.

### Terminal Guido Caloi
O Terminal Guido Caloi está localizado na Avenida Guido Caloi, no distrito do Jardim São Luís, tendo integração com a Estação Santo Amaro das linhas 5-Lilás do Metrô e 9-Esmeralda do Trem Metropolitano. O terminal serve linhas municipais que atendem às regiôes Central e Sudoeste.

### Terminal Itaquera
O Terminal Metropolitano Itaquera está localizado anexo à Estação Corinthians-Itaquera, das linhas 3-Vermelha do Metrô e 11-Coral do Trem Metropolitano. O terminal serve linhas municipais que atendem as regiões Leste e Nordeste da cidade, e linhas da EMTU que atendem os municípios de Guarulhos, Poá e Santo André. Além disso, está em obras a construção de um terminal anexo, a fim de ampliar a oferta de linhas de ônibus, além de fazer parte do futuro Corredor de ônibus Itaquera-Líder e do BRT Aricanduva.

### Terminal Jabaquara
O Terminal Metropolitano Jabaquara está localizado anexo à Estação Jabaquara, da Linha 1-Azul do Metrô. O terminal serve linhas municipais que atendem principalmente à região Sul da cidade, e linhas da EMTU que atendem aos municípios de Diadema e São Bernardo do Campo.

### Terminal Morumbi
O Terminal Metropolitano Morumbi está localizado anexo à Estação São Paulo-Morumbi, da Linha 4-Amarela do Metrô. O terminal serve linhas municipais que atendem à região Oeste.

### Terminal Parada Inglesa
O Terminal Metropolitano Parada Inglesa está localizado anexo à Estação Parada Inglesa, da Linha 1-Azul do Metrô. O terminal serve linhas municipais que atendem à região Norte da cidade, e linhas da EMTU que atendem os municípios de Guarulhos e Mairiporã.

### Terminal Patriarca
O Terminal Metropolitano Patriarca está localizado anexo à Estação Patriarca-Vila Ré, da Linha 3-Vermelha do Metrô. O terminal serve linhas municipais que atendem às regiões Leste e Nordeste da cidade.

### Terminal Metrô Penha
O Terminal Metropolitano Penha está localizado anexo à Estação Penha, da Linha 3-Vermelha do Metrô. O terminal serve linhas municipais que atendem às regiões Leste e Nordeste da cidade, e linhas da EMTU que atendem os municípios de Guarulhos e Poá.

### Terminal Santa Cruz
O Terminal Metropolitano Santa Cruz está localizado anexo à Estação Santa Cruz, das linhas 1-Azul e 5-Lilás do Metrô. O terminal serve linhas municipais que atendem às regiões Sudoeste, Sudeste, Oeste, Sul e Norte da cidade.

### Terminal Santana

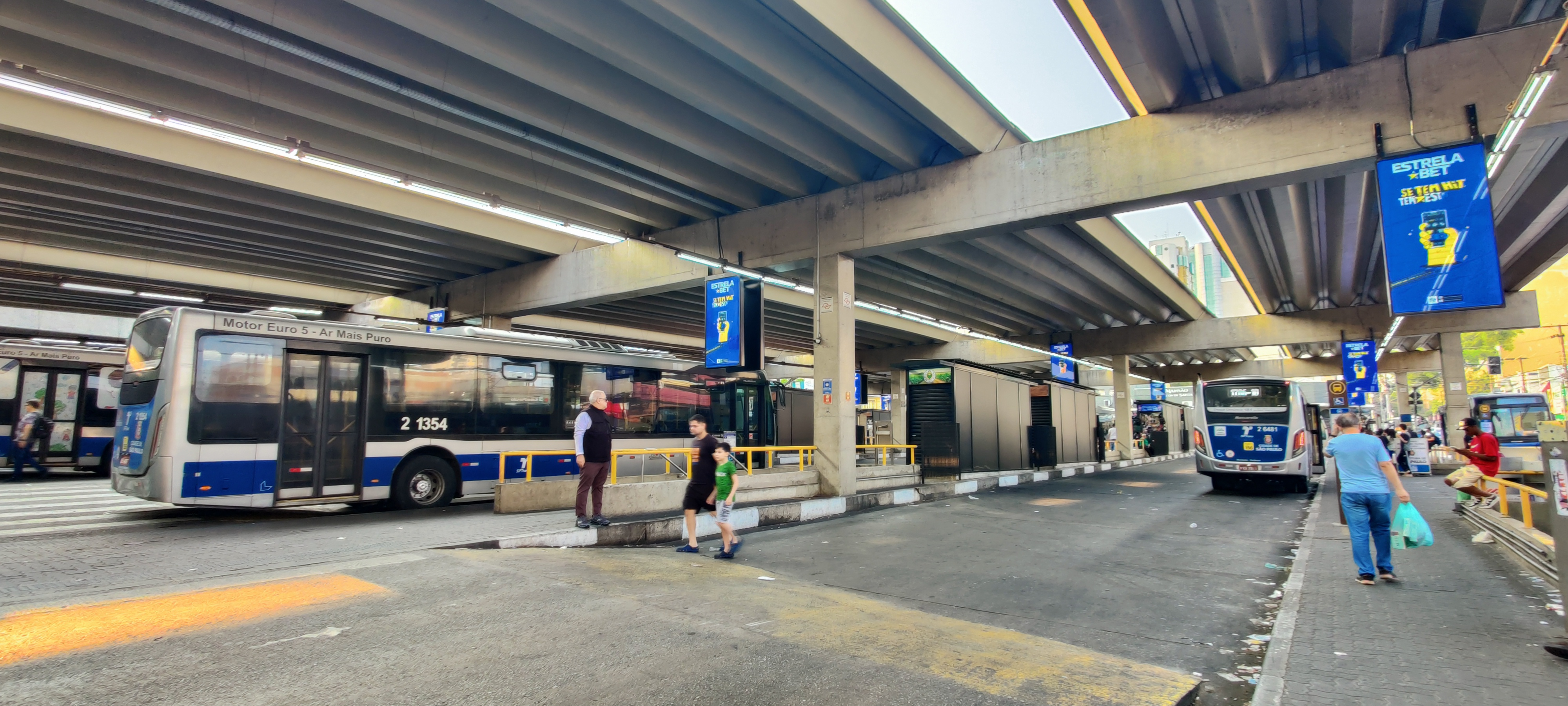
Terminal Santana em 2024

O Terminal Metropolitano Santana está localizado anexo à Estação Santana, da Linha 1-Azul do Metrô. É um terminal de grande porte, utilizado apenas para o transporte coletivo municipal com linhas destinadas essencialmente à região norte, mas também com destinos às outras regiões de São Paulo. No ano de 2009 recebeu investimentos do Metrô, que é responsável pela administração e manutenção do mesmo, para a revitalização de sua estrutura. Houve obras como: substituição de todo piso do terminal e seu entorno por um novo calçamento que atende as novas exigências municipais e também a troca de todos os bancos. Outra novidade foi a instalação de dois elevadores que ligam o terminal até as plataformas da estação do metrô, passando pelo canteiro central da Avenida Cruzeiro do Sul.

### Terminal Tatuapé
O Terminal Metropolitano Tatuapé está localizado anexo à Estação Tatuapé, das linhas 3-Vermelha do Metrô, 11-Coral e 12-Safira do Trem Metropolitano. O terminal serve linhas municipais que atendem às regiões Nordeste, Leste, Sudeste e Norte da cidade, e uma linha da EMTU que vai ao Aeroporto Internacional de Guarulhos.

### Terminal Tucuruvi
O Terminal Metropolitano Tucuruvi está localizado anexo à Estação Tucuruvi, da Linha 1-Azul do Metrô. O terminal serve linhas municipais que atendem à região Norte da cidade, e linhas da EMTU que atendem o município de Guarulhos.

### Terminal Vila Madalena
O Terminal Metropolitano Vila Madalena está localizado anexo à Estação Vila Madalena, da Linha 2-Verde do Metrô. O terminal serve linhas municipais que atendem às regiões Oeste, Norte, Noroeste e Sudeste da cidade, e uma linha da EMTU que atende ao município de Osasco.

### Terminal Vila Mariana
O Terminal Metropolitano Vila Mariana está localizado anexo à Estação Vila Mariana, da Linha 1-Azul do Metrô. O terminal serve linhas municipais que atendem às regiões Sul, Sudeste, Sudoeste, Oeste, Noroeste e Nordeste da cidade.

### Terminal Vila Matilde
O Terminal Metropolitano Vila Matilde está localizado anexo à Estação Vila Matilde, da Linha 3-Vermelha do Metrô. O terminal serve linhas municipais que atendem às regiões Leste e Nordeste da cidade.

### Terminal Vila Sônia
O Terminal Metropolitano Vila Sônia está localizado anexo à Estação Vila Sônia, da Linha 4-Amarela do Metrô. O terminal serve linhas municipais que atendem a região Oeste da cidade, além de também servir linhas intermunicipais da EMTU que atendem os municípios de Osasco, Taboão da Serra, Barueri, Itapecerica da Serra, Carapicuíba e Embu das Artes. O terminal atende ainda o Corredor Campo Limpo da SPTrans.

## Terminais do Trem Metropolitano
- Terminal Guaianases — localizado anexo à Estação Guaianases, da Linha 11-Coral do Trem Metropolitano.[121] O terminal serve linhas municipais que atendem às regiões Nordeste e Leste da cidade,[34][35] e uma linha da EMTU que atende ao município de Poá.[122]

## Terminais extintos
- Terminal Largo da Batata — terminal de ônibus que funcionou até 2002 localizado no Largo da Batata, na Zona Oeste de São Paulo, administrado pela SPTrans. Abrigava 34 linhas como ponto final/inicial e outras 80 linhas como ponto de passagem.[123] Com o projeto de requalificação urbana da região, foi desativado, tendo suas linhas sido transferidas para o Terminal Pinheiros e para o Terminal Butantã. Algumas linhas ainda continuaram no Largo da Batata, geralmente são os ônibus com Pinheiros no nome sem a palavra Terminal na frente.[124][125][126]

- Terminal Rodoviário Bresser — terminal de ônibus construído pela Companhia do Metropolitano de São Paulo anexo à estação homônima da Linha 3-Vermelha. Inicialmente projetado para ser um terminal urbano, passou a funcionar como terminal rodoviário até ser desativado por ociosidade em 2001, tornando-se um elefante branco. Atualmente sedia um batalhão da Polícia Militar.[127]

- Terminal Rodoviário da Luz — principal terminal rodoviário da cidade de São Paulo até o ano de 1982, quando foi construído o Terminal Rodoviário Tietê. Ficava localizado na Praça Júlio Prestes, na região da Luz, no centro de São Paulo.[128]